# Parti communiste de Corée

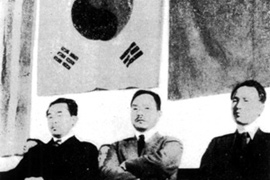
les dirigeants.

Le Parti communiste de Corée (coréen : 조선공산당 (joseongongsandang)) est un parti politique d'obédience communiste, créé en Corée et actif lors de l'occupation japonaise du pays. Il est dissous après la Seconde Guerre mondiale. Fondé lors d'un meeting secret à Séoul en 1925, il opère de manière clandestine,.

## Naissance
Après plusieurs tentatives d'édifier un parti communiste, le Parti communiste de Corée voit le jour le 17 avril 1925. Lors du congrès fondateur, dans un restaurant du centre ville de Séoul, quinze personnes sont présentes. Le Comité d’inspection central (trois membres) et le Comité exécutif central (sept membres) sont fondés, et ce dernier ce réunit le lendemain au domicile de Kim Chan. Les différentes tâches sont réparties : Kim Jae-bong est affecté au secrétariat, Cho Tong-ho aux affaires organisationnelles, Kim Chan à la propagande, Kim Yak-su à la gestion du personnel, Chong Un-hae au travail et aux affaires agricoles, Yi Chin-hi à la politique et à l'économie, et enfin Chu Chong-gon à la sécurité. Lors de cette réunion, la Ligue de la jeunesse communiste est mise en place. Celle-ci est indépendante du parti, avec Pak Heon-yeong élu à sa tête.
Cho Tong-ho est chargé de rédiger un projet de constitution et de statuts pour le parti, et part pour l'URSS en mai 1925 afin d'obtenir la reconnaissance officielle de l'Internationale communiste (Komintern), qu'il reçoit en mai 1926.
Mais lors d'une cérémonie de mariage en 1925, des militants sont arrêtés après une bagarre avec la police, au cours de laquelle ils dévoilent leur opinion politique. La police découvre des documents et du matériel communiste. Une centaine de personnes sont arrêtées, dont 83 condamnées pour avoir illégalement créé une organisation communiste. Les chercheurs Robert A. Scalapino et Chong-Sik Lee notent que la période immédiatement après 1925 a été une période de frustration et d'échec sans fin pour les communistes coréens. En trois ans, il n'y a pas eu moins de quatre tentatives pour établir un parti communiste coréen. Qui s'est soldé par un échec.
Le parti est devenu la section coréenne de l'Internationale communiste lors du 6e congrès de l'internationale en août-septembre 1928. Mais après seulement quelques mois en tant que section coréenne du Komintern, les querelles perpétuelles entre factions rivales qui avaient tourmenté le parti depuis sa fondation ont conduit le Komintern à dissoudre le Parti communiste de Corée en décembre de la même année. Cependant, le parti a continué d'exister à travers diverses cellules du parti. Certains communistes, comme Kim Il-sung, s'exilèrent en Chine, où ils rejoignirent le Parti communiste chinois. Au début des années 1930, les communistes coréens et chinois ont commencé une activité de guérilla contre les forces japonaises,.